# Georg Christian Oeder

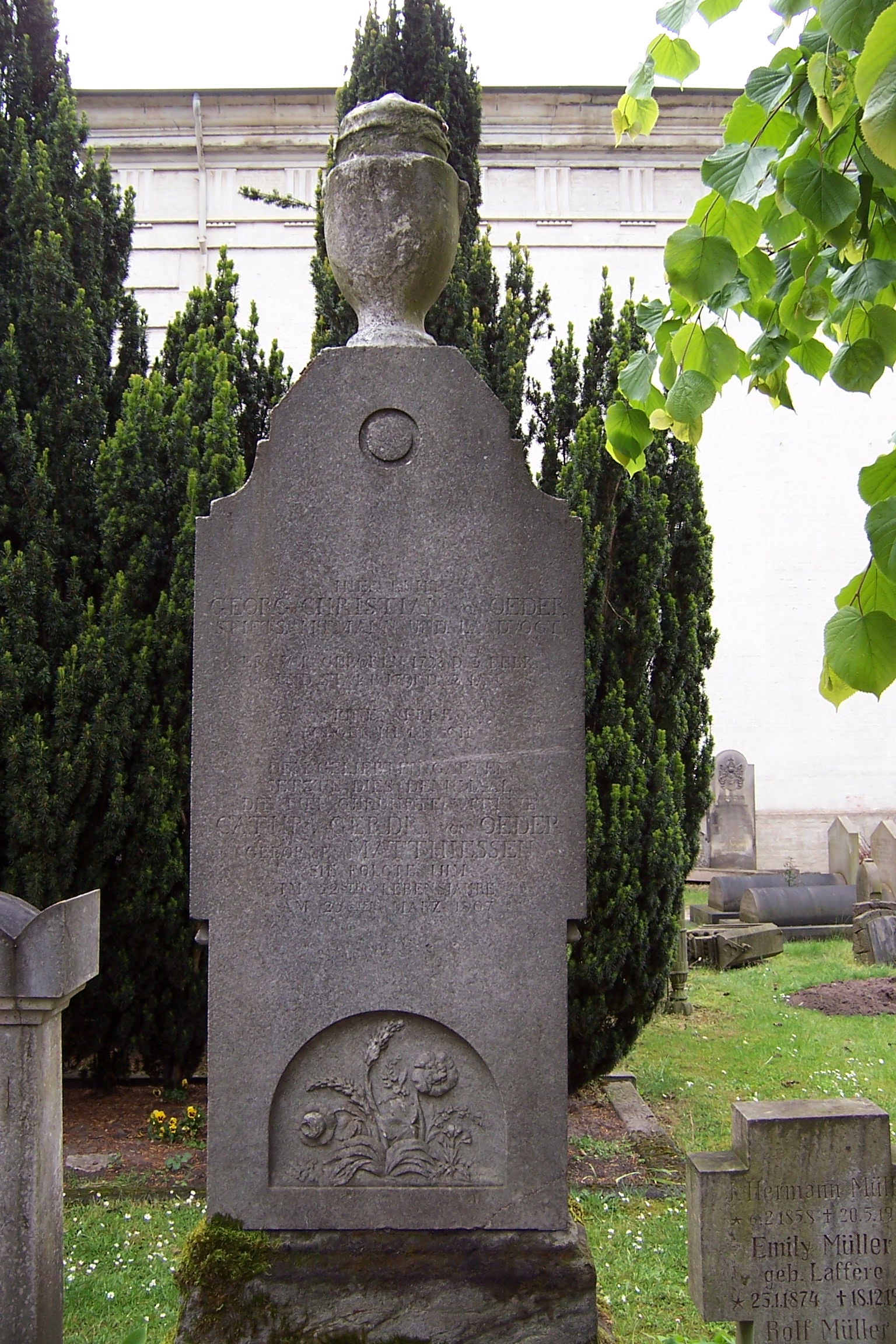
Grób Georga Christiana Oedera na cmentarzu przy kościele św. Gertrudy w Oldenburgu

Georg Christian von Oldenburg Oeder Edler (ur. 3 lutego 1728 w Ansbach, zm. 28 stycznia 1791 w Oldenburgu – niemiecki lekarz, botanik i reformator społeczny. Jest znany zwłaszcza z wkładu w stworzenie duńskiego atlasu botanicznego Flora Danica.

## Życiorys
Był synem bawarskiego pastora. W 1794 roku rozpoczął studia na Uniwersytecie w Getyndze pod kierownictwem Albrechta von Hallera, zakończone uzyskaniem tytułu doktora nauk medycznych w 1749. Oprócz medycyny studiował również botanikę i nauki polityczne. Po zakończeniu studiów rozpoczął praktykę lekarską w Szlezwiku.
W 1752 roku, na zaproszenie króla Danii i Norwegii Chrystiana VII, przyjechał do Kopenhagi i rozpoczął prace nad tworzeniem atlasu botanicznego Flora Danica, który miał opisywać dziko rosnące rośliny Królestwa Danii. Zajmował się tym do 1772, kiedy to został zwolniony na skutek podejrzeń, że brał udział w spisku, którego celem miał być zamach na króla. Źródłem tych podejrzeń był fakt, iż Oeder był przyjacielem Johanna Struensee – królewskiego lekarza i doradcy, domniemanego inicjatora spisku.
Po odprawieniu z dworu królewskiego został mianowany prefektem Bergen, a następnie Trondheim. Ostatecznie osiadł jednak w Oldenburgu, gdzie pełnił funkcję komornika ziemskiego aż do śmierci 28 stycznia 1791 roku.
Był członkiem Norweskiej Akademii Nauk, a tuż przed śmiercią uzyskał niemieckie szlachectwo.